# Ufficiali Liberi

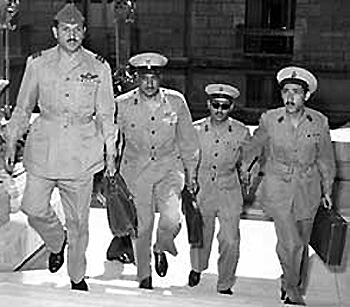
Da sinistra: ʿAbd al-Laṭīf Baghdādī, Gamāl ʿAbd al-Nasser, Saleh Saleem, ʿAbd al-Ḥakīm ʿĀmer

La prima organizzazione militare clandestina ad autodefinirsi di Liberi ufficiali (in arabo الضباط الأحرار‎?, al-Ḍubbāt al-Aḥrār), fu quella che in Egitto nel 1952 portò un gruppo di ufficiali delle forze armate, di sentimenti repubblicani e panarabi, a disfarsi della monarchia di re Fārūq, ultimo discendente di Mehmet Ali (Muhammad Ali), da essi ritenuto corrotto e prono ai voleri del Regno Unito che aveva occupato il paese fin dal 1882.
I principali esponenti dell'organizzazione furono il generale Muhammad Neghib, di origine nubiana, ed il colonnello Gamāl ʿAbd al-Nāser che riuscirono a portare a compimento il putsch prendendo il potere.
Dopo di allora quasi tutti gli ufficiali delle forze armate dei vari paesi arabi (che possedevano le competenze tecnologiche, ideologiche e culturali per imprimere un profondo cambiamento alle forme di governo fino ad allora espresse, sostanzialmente condizionate dalla politica voluta dalle potenze, coloniali prima e mandatarie poi, dell'Europa) imitarono quanto avvenuto in Egitto affascinati dal profondo mutamento istituzionale ottenuto senza comportare alcuno spargimento di sangue. Così successe nel 1969 in Libia con Muʿammar Gheddafi e in Sudan con Ja'far al-Nimeyri.
Non sempre peraltro questo avvenne in modo incruento, come fu il caso dell'Iraq in cui, il 14 luglio 1958, il generale ʿAbd al-Karīm Qāsim con altri militari appartenenti all'Organizzazione degli Ufficiali Patriottici rovesciò nel sangue la monarchia hascemita di Faysal II (ancora sotto la reggenza di ʿAbd al-Ilāh), con l'uccisione del giovane sovrano e del suo primo ministro, il filo-britannico Nūrī al-Saʿīd.